# Des Dankes Wort sei mir vergönnt, WAB 62
Des Dankes Wort sei mir vergönnt (Permettez-moi de dire un mot de remerciement), WAB 62, est une œuvre chorale composée par Anton Bruckner lors de son séjour à Sankt Florian.

## Historique
Bruckner a composé cette œuvre sur un texte de Ernst Marinelli durant la période 1845-1855, lors de son séjour à l'Abbaye de Saint-Florian. Il a dédié l'œuvre en remerciement au comte Charles O'Hegerty, qui résidait au château de Tillysburg, près de Sankt Florian. On ne connaît pas la date à laquelle l'œuvre a été exécutée. Le 13 mai 1996, l'œuvre a été à nouveau exécutée au lieu de la première exécution (château de Tillysburg (de)),.
Le manuscrit original de l'œuvre est perdu, mais une copie par Karl Aigner est conservée dans les archives de l'Österreichische Nationalbibliothek. L'œuvre est éditée dans le Volume XXIII/2, no 11 de la Bruckner Gesamtausgabe.

## Texte
Des Dankes Wort sei mir vergönnt utilise un texte de Ernst Marinelli.
| Des Dankes Wort sei mir vergönnt Dir heute zu verkünden. O daß ich würdig singen könnt' Mein freudiges Empfinden, Das mich an diesem Tag belebt, Dem Freudentag der Deinen, An dem dich Lieb' und Dank umschwebt, Wenn alle sich vereinen. Dem Vater gilt das erste Hoch! Es ruft's der Kinder Reigen, Die wie ein liebes, sanftes Joch An deiner Brust sich neigen Du zählst die teuren Häupter all, Die Häupter deiner Lieben. O weine nicht, die volle Zahl Macht ja ein Engel drüben. Das zweite Hoch, nicht minder wahr, Schallt wie aus einem Munde, Dies bringet dir der Freunde Schar Im edlen treuen Bunde Und die das Leben Dir vereint, Stehen sie auch noch so ferne. Du hast's mit ihnen wohl gemeint, Hoch! rufen sie dir gerne. Und dieses Hoch erschallet laut, Schallt wohl mit hundert Stimmen, Die alle, wo sie dir vertraut, Zu frohem Dank entglimmen. Der Arme ruft's, den du erquickt, Der Diener, den du dir erkoren, Der Sänger, den du hoch beglückt, Und der den Dank dir zugeschworen. | Permettez-moi de vous dire Aujourd'hui un mot de remerciement. O, que je puisse chanter respectueusement Le sentiment de bonheur, Que je ressens ce jour, Le jour de joie des vôtres, durant lequel L'amour et le remerciement vous entourent, Quand tous se réunissent ! Le premier toast est pour le père, Crié par les enfants, Qui, comme un cher et doux joug, S'accrochent à votre poitrine. Vous comptez leurs chères têtes, Les têtes de vos chéris. O, ne pleurez pas, le nombre total Est complété par un ange au-delà. La deuxième toast, pas moins digne, Qui sort comme d'une bouche, Vous est proposé par tous vos amis Qui, dans un lien noble et fidèle Rejoignent votre vie, Même s'ils sont loin d'ici. Vous leur êtes favorable, Ils vous portent aussi un toast ! Et que ce dernier toast soit bien haut, Porté par une centaine de voix, Tous ceux qui vous sont chers, Vous adressent un joyeux merci. Le pauvre, que vous avez réconforté, Le serviteur, que vous avez choisi, Le chanteur, que vous rendez heureux, Et qui ne jure que par son remerciement. |

« L'ange », auquel le texte fait référence, pourrait être l'épouse de O'Hegerty, décédée en 1845, ou son fils, décédé en 1854,.

## Composition
L'œuvre de 89 mesures en fa majeur est composée pour chœur d'hommes (TTBB) en fredonnement et solistes (deux ténors et une  basse),.
L'œuvre commence par un soliste ténor avec accompagnement du chœur en fredonnement. À la mesure 15 (Wenn alle sich vereinen) le chœur reprend de pleine voix. À la mesure 23 (O weine nicht), le soliste ténor reprend avec accompagnement du chœur en fredonnement. Le chœur reprend de pleine voix au début de la troisième strophe. Le même processus est répété à la mesure de 46 (Du hast's mit ihnen wohl gemeint) avec un soliste basse, et à la mesure 68 (Der Arme ruft's) avec deux solistes ténors. Par la suite, le chœur reprend de pleine voix jusqu'à la fin avec une répétition de la première partie de la quatrième strophe,.

## Discographie
Il n'y a qu'un seul enregistrement de Des Dankes Moût sei mir vergönnt.
- Thomas Kerbl, Männerchorvereinigung Bruckner 12, Weltliche Männerchöre – CD : LIVA 054, 2012

## Sources
- Anton Bruckner – Sämtliche Werke, Band XXIII/2: Weltliche Chorwerke (1843-1893), Musikwissenschaftlicher Verlag der Internationalen Bruckner-Gesellschaft, Angela Pachovsky et Anton Reinthaler (Éditeurs), Vienne, 1989
- Cornelis van Zwol, Anton Bruckner 1824-1896 – Leven en werken, uitg. Thot, Bussum, Pays-Bas, 2012.  (ISBN 978-90-6868-590-9)
- Uwe Harten, Anton Bruckner. Ein Handbuch. Residenz Verlag, Salzbourg, 1996.  (ISBN 3-7017-1030-9).